# August Karl Holsche
August Karl Holsche (également August Carl, depuis le 6 juillet 1798 von Holsche) (né en 1749 à Hanovre et mort le 21 janvier 1830 à Memel, Lituanie prussienne) est un administrateur prussien et un écrivain topographique.

## Biographie
Holsche s'inscrit le 24 mars 1766 pour étudier le droit à l'université de Göttingen, afin d'effectuer ensuite un stage de deux ans à Minden. Il travaille ensuite pendant 15 ans, sur la période 1772-1787, en tant que fiskat de cour (officier des impôts) à Tecklembourg. Pendant ce temps, il rassemble des documents et des informations historiques qu'il utilisent pour écrire un livre sur le comté de Tecklembourg et sa situation au XVIIIe siècle, publié en 1788. En 1787, Holsche devient conseiller adjoint à Bromberg en Prusse-Occidentale et en 1793 conseiller du gouvernement à Petrikau en Prusse-Méridionale. En 1796, il est nommé directeur du gouvernement et conseiller judiciaire privé à Białystok, à environ 180 kilomètres au nord-est de Varsovie. En 1798, il est anobli à sa demande. En 1811, il devient directeur du tribunal municipal et régional de Memel, où il meurt en 1830 à l'âge de 81 ans.
Holsche se marie le 19 octobre 1795 à Breslau avec Eva Sophia, née von Wlömer, qui a déjà été mariée à un M. Hanebek. Holsche reçoit l'ordre de l'Aigle rouge.

## Publications
- Historisch-topographisch-statistische Beschreibung der Grafschaft Tecklenburg nebst einigen speciellen Landesverordnungen mit Anmerkungen, als ein Beytrag zur vollständigen Beschreibung Westphalens. Berlin und Frankfurt 1788 (Google Books).
- Der Netzedistrikt, ein Beytrag zur Länder- und Völkerkunde mit statistischen Nachrichten. Königsberg 1793 (Google Books).
- Über die monarchische Regierungsform. Nicolavius, Königsberg 1794.
- Geographie und Statistik von West-, Süd- und Neu-Ostpreußen. Nebst einer kurzen Geschichte des Königreichs Polen bis zu dessen Zertheilung.
  - Band 1: Nebst einer Charte von West-, Süd- und Neu-Ostpreußen,  Berlin 1800 (Google Books).
  - Band 2: Nebst einer Charte von West-, Süd- und Neu-Ostpreußen, Berlin (Google Books)  (Digitale Bibliothek Kujawsko-Pomorska).
  - Band 3: Nebst eines Grundrisses der Stadt und Gegend von Danzig, Berlin 1807 (Google Books).